# Kh-23
El Zvezda Kh-66 y Kh-23 Grom (en ruso: Х-23 Гром, 'Thunder'; designación OTAN: AS-7 Kerry) son una familia de misiles tácticos soviéticos tempranos soviéticos con un alcance de 10 km. Fueron diseñados para usarse contra objetivos terrestres o navales pequeños. El Kh-66 fue efectivamente una versión de proyectil aire-aire K-8 (AA-3 'Anab') con una ojiva de carga pesada que entró en servicio en Vietnam en 1968. El Kh-23 fue un Kh mejorado. -66 con guía de comandos, similar a la AGM-12 Bullpup.

## Desarrollo
El trabajo con misiles aire-aire comenzó en la Planta de Ingeniería de Kaliningrado (entonces conocida como Planta # 455, y luego se fusionó con Zvezda-Strela) en 1955. Esto resultó en el K-5(AA-1 'Alkali' ) familia de misiles guiados por haz, incluido el K-51 (RS-2-US) transportado por el Su-9 'Fishpot'. OKB-4 Molniya (más tarde NPO Vympel ) bajo Matus Bisnovat continuaría produciendo misiles como el AA-6 Acrid. Mientras tanto, en 1963, el RS-2-US fue probado como un misil aire-superficie. Se llegó a la conclusión de que la pequeña ojiva y la orientación inexacta hicieron que tal aplicación fuera "inútil".
Sin embargo, en 1965, Vietnam del Norte solicitó un misil aire-superficie al gobierno soviético; el AGM-12 Bullpup había entrado en servicio con la Fuerza Aérea de los Estados Unidos antes del inicio de la Guerra de Vietnam. En abril de 1965, OKB-134 (más tarde NPO Vympel) comenzó a trabajar en este misil con el nombre de proyecto Kh-23, pero tuvo problemas para desarrollar un sistema de guía que funcionaría con las aeronaves existentes. Como resultado, Yurii N. Korolyov presentó sus propias propuestas basadas en los experimentos anteriores con el RS-2-US. Una oficina de diseño para desarrollar RS-2-US para objetivos de superficie se creó bajo Korolyov mediante el decreto n. 100 de 12 de marzo de 1966 del Ministerio de la Industria Aeronáutica; esta oficina se convertiría en Zvezda OKB en 1976.
El arma resultante utilizó el cuerpo de los sistemas de guía y propulsión K-8 (AA-3 'Anab') K-5, pero aumentó la ojiva de 13 kg (29 lb) a 100 kg (220 lb). Esto tuvo la gran ventaja de permitir que la nueva arma se ajustara a cualquier aeronave capaz de disparar el K-5. El diseño comenzó en 1966, por lo que el proyecto se conoció como Kh-66 o Izdeliye 66 ('Artículo 66'). El Kh-66 era un arma que montaba viga y fue probada en un MiG-21PFM y entró en producción en 1968 para ese avión. El Kh-66 era solo una solución provisional ya que requería que el avión de lanzamiento se zambullera hacia el objetivo para mantener el bloqueo en el objetivo. Las pruebas de vuelo del Kh-66 comenzaron en 1967 y entró en servicio el 20 de junio de 1968.
Mientras tanto, Korolyov se hizo cargo del trabajo en el proyecto Kh-23 destinado al transporte del nuevo MiG-23 de la Unión Soviética. El Kh-23 se convirtió en un desarrollo del diseño Kh-66 con un propelente mejorado y un nuevo sistema de guía Delta-R1M. La principal diferencia práctica era que era un arma de radio-mando de línea de visión similar a la Bullpup, que permitía que se disparara en vuelo nivelado (a diferencia del Kh-66). Los primeros diez se probaron a principios de 1968, pero los retrasos significativos se debieron a problemas con una guía poco confiable que finalmente se atribuyó al generador de humo que interfirió con la antena. Una vez que el receptor fue movido a una extensión de cola, el gobierno probó el misil en el MiG-23 y el MiG-23B entre el 20 de marzo de 1970 y el 3 de octubre de 1973. Entró en servicio en 1973. Una versión guiada por láser del Kh- 23, el Kh-25, se convirtió en la base de la familia de misiles AS-10 'Karen'. La tecnología de estos fue "respaldada" por el Kh-23 para crear el Kh-23M en 1974.
El Kh-23 fue luego licenciado para producción local en Rumania y Yugoslavia. En 1977 se disparó un maniquí Kh-23 desde un helicóptero Ka-252TB, el prototipo del transporte de asalto 'Helix-B' Kamov Ka-29TB.

## Diseño
El Kh-66 usó el fuselaje del misil aire-aire Kaliningrado K-8 (AA-3 'Anab'), con la boquilla dividida para dejar espacio para la antena del sistema de guiado por haz del Kaliningrado K- 5 (AA-1 'Alkali'). Tiene aletas de control cruciformes en la nariz y cuatro alas delta de punta recortada en la parte trasera con elevadores para el control.

## Historia operacional
El Kh-66 entró en producción para el MiG-21 en 1968, y el Kh-23 fue certificado para el MiG-23 'Flogger' en 1973.

## Variantes
- Kh-66 - el misil original de conducción de rayos basado en el K-8
- Kh-23 (Izdeliye 68) - Primera versión de guía de comando con propelente mejorado
- Kh-23M: Kh-23 mejorado con tecnología de la familia Kh-25
- Kh-23L: nombre occidental para una versión guiada por láser que de hecho era la línea de base Kh-25 (AS-10 'Karen')
- A921 - Versión hecha en Rumania
- Grom (Grom 02) - Versión yugoslava que apareció en la década de 1980. Esto no debe confundirse con el SAM polaco.
- Grom-B (Grom 2): versión guiada por televisión del Instituto Vojno-Tehnički de Serbia a mediados de la década de 1990; Utiliza buscador basado en el de AGM-65B Maverick.

## Los operadores
- Corea del Norte

- Serbia: Grom-A y Grom-B se producen localmente. El Grom-B tiene el sistema de guía AGM-65 Maverick.

### Ex operadores
- Argelia
- Unión Soviética - pasó a los estados sucesores
- Bulgaria
- Cuba
- India
- Irak - a partir de la era de Saddam
- Polonia
- Rumania (A921)
- Serbia (Grom)
- Siria
- Vietnam

## Armas similares
- AGM-12 Bullpup
- AS-20: misil francés aire-tierra basado en un misil aire-aire temprano

- Datos: Q297111
- Multimedia: Zvezda Kh-23 / Q297111